# 我王莫臥兒
《我王莫臥兒》（英語：Mughal-e-Azam）是一部1960年印度史詩歷史劇情片，由演員迪利普·庫馬主演莫臥兒王賈漢吉爾，瑪杜芭拉飾演阿娜卡莉。
本片佈景極其豪華奢侈，花九年時間才完成拍攝。推出當年即在印度獲得空前成功，打破歷來票房記錄。
2006年， 該片被《印度時報》評為「歷來頭二十五齣不可不看的影片」。

## 影片歌曲
- Pyar Kiya to Darna Kya, "I have loved, so what is there to fear?" This song was one of three sequences shot on Eastman Kodak color film, while the rest of the movie was in black and white. The singing is, of course, playback singing by Lata Mangeshkar and lip-synched by Madhubala.

## 票房記錄
本片創下印度歷來票房記錄並一直保持十五年，直到1975年，才由拉米什·西闢導演的《怒焰驕陽》所打破。
若考慮通貨膨脹因素，《我王莫臥兒》是六十多年來印度票房最高的電影，在2020年的票房超過200億盧比。

## 外部連結
- 互联网电影数据库（IMDb）上《我王莫臥兒》的资料（英文）
- 不朽的電影：《我王莫臥兒》 （页面存档备份，存于）